# Allee-circuit

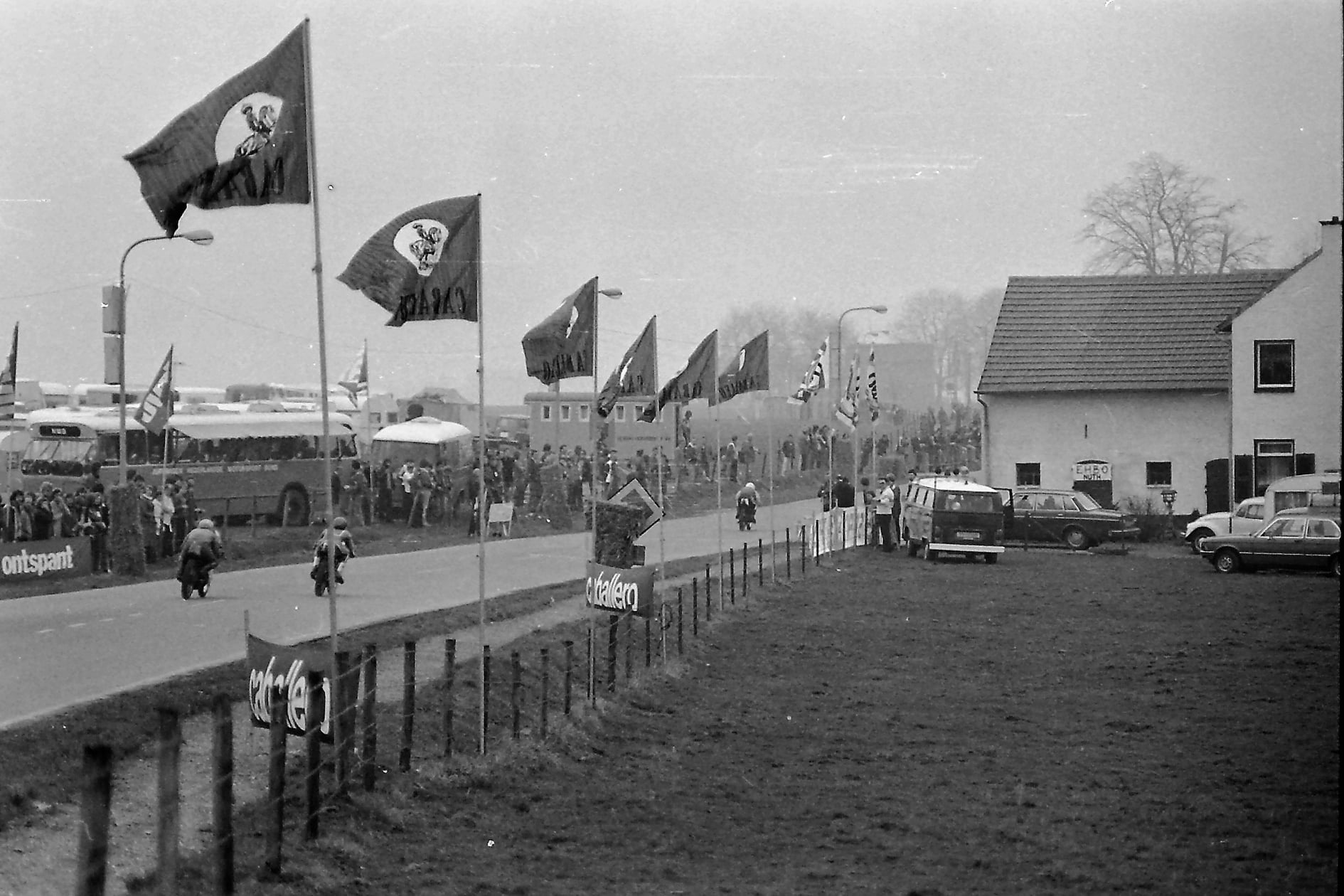
Toenmalige start/finish te Swier

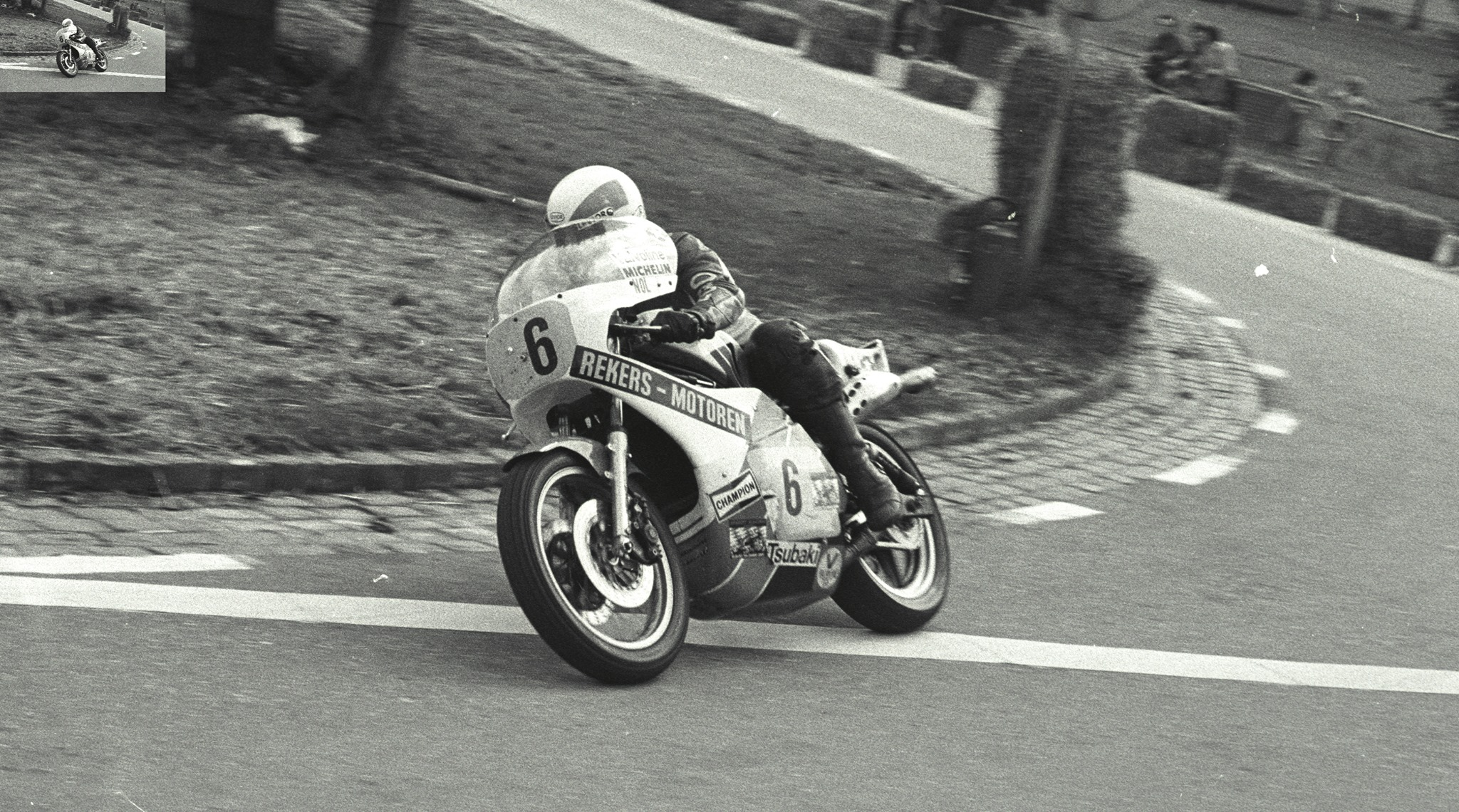
Een coureur in actie tijdens de 500cc race

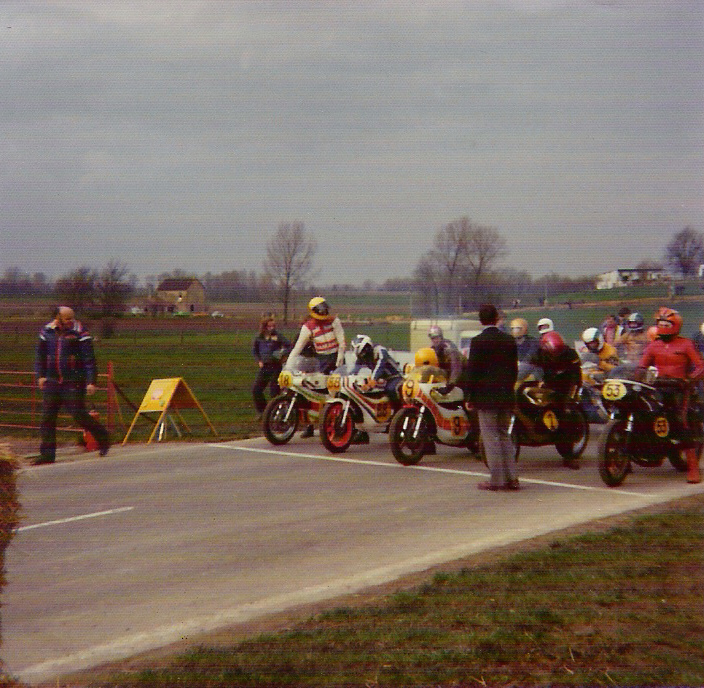
NMB Wijnandsrade Wegrace 500cc Training 1977 - panoramio

Het Allee-circuit was een stratencircuit gelegen in het Nederlandse dorp Wijnandsrade. Het circuit doorsneed de dorpskern en deed onder andere ook het kasteel en de kerk aan. Lange rechte stukken worden afgewisseld met snelle krappe bochten. Op het circuit reden door de jaren heen coureurs als Jack Middelburg, Boet van Dulmen en Wil Hartog. Er werd in verschillende klasses gereden, van 50cc tot en met 750cc en in zijspan.

## Geschiedenis
Vicevoorzitter van de Nederlandse Motorsport Bond (NMB) Maan Coumans zocht in de beginjaren '70 naar een nieuw stratencircuit in de omgeving van Brabant en Limburg. Zo kwam hij per toeval terecht in Wijnandsrade. In 1972 vond hier de allereerste race ooit in Wijnandsrade plaats, waar circa 10.000 toeschouwers op af kwamen.
Het circuit kwam aan zijn naam door de lange weg tussen het kasteel en Swier waar aan beide kanten bomen staan. Deze weg heet de Allee.
Vanaf 1973 werden de voorjaarstrainingen van de NMB ieder jaar gehouden in Wijnandsrade. Hierbij konden coureurs hun nieuwe motor voor dat seizoen testen en leren kennen.
Na een reeks van succesvolle races zijn er in 1977 en 1980 diverse ongelukken gebeurd waarbij er coureurs en omstanders zwaargewond raakten en sommigen kwamen te overlijden. Na de ongevallen in 1977 had de organisatie diverse maatregelen genomen. Zo waren de hekken vervangen door hekken die men in de grond kon steken, waardoor deze steviger stonden. Dit bleek echter niet genoeg en in 1980 vond er wederom een ernstig ongeluk plaats waarbij een omstander overleed nadat een motor hem had geraakt. Hierdoor heeft de organisatie voorgoed besloten om te stoppen met de motorracen.

## Winnaars 500cc race
| Jaar  | Winnaar           |
| ----- | ----------------- |
| 1972  | Boet van Dulmen   |
| 1973  | Hans Hutten       |
| 1974  | Jack Middelburg   |
| 1975  | Hans Hutten       |
| 1976  | Harrie van de Pol |
| 1977* | Nol Twikler       |
| 1977* | Jack Middelburg   |
| 1978  | Nol Twikler       |
| 1979  | Henk Twikler      |
| 1980  | Rob Punt          |

* = In dit jaar werden er 2 races verreden.

## Publicaties
Over de geschiedenis van het Allee-circuit en/of de races in Wijnandsrade zijn diverse publicaties uitgebracht, onder andere:
- Rick Storms, Een geschiedenis van snelheid: Het Allee-circuit.
- Mari van Kasteren, N.M.B. Wegraces 1967 - 1981, Diverse pagina's.